# 진주 (네모바지 스폰지밥)
진주(영어: Pearl Krabs)는 《네모바지 스폰지밥》의 등장인물이다. 종족은 향유고래이다. 한국판에서는 진주라고 번역되었으며, 성우는 강경아, 국승연, 문선희, 타니 이쿠코 → 타카하시 리에가 담당하였다.

## 인물 소개
집게사장의 양딸이며, 집게리아의 부사장 겸 회계원으로 일하기도 한다. 전형적인 사춘기 소녀로 쇼핑을 하거나 인기 연예인 팬 활동을 하는 등 취미가 신세대적이다. 아버지인 집게사장을 만나러 뛸 때마다 온 천지가 다 울릴 정도이지, 아버지의 지나친 관심과 간섭을 매우 귀찮게 생각한다. 징징이, 퐁퐁부인과 더불어서 스폰지밥을 싫어하는 인물 중 하나이다.